# Grand Prix automobile de Monaco 1999
GP précédent GP suivant
Le Grand Prix automobile de Monaco 1999 (Grand Prix de Monaco 1999), disputé le 16 mai 1999 sur le circuit de Monaco, est la 634e épreuve du championnat du monde de Formule 1 courue depuis 1950. Il s'agit de la 57e édition du Grand Prix de Monaco, la 46e comptant pour le championnat du monde de Formule 1 et la quatrième manche du championnat 1999.

## Classement
| Pos. | No | Pilote                | Écurie             | Tours | Temps/Abandon                      | Grille | Points |
| ---- | -- | --------------------- | ------------------ | ----- | ---------------------------------- | ------ | ------ |
| 1    | 3  | Michael Schumacher    | Ferrari            | 78    | 1 h 49 min 31 s 812 (143,865 km/h) | 2      | 10     |
| 2    | 4  | Eddie Irvine          | Ferrari            | 78    | + 30 s 476                         | 4      | 6      |
| 3    | 1  | Mika Häkkinen         | McLaren-Mercedes   | 78    | + 37 s 483                         | 1      | 4      |
| 4    | 8  | Heinz-Harald Frentzen | Jordan-Mugen-Honda | 78    | + 54 s 009                         | 6      | 3      |
| 5    | 9  | Giancarlo Fisichella  | Benetton-Playlife  | 77    | + 1 tour                           | 9      | 2      |
| 6    | 10 | Alexander Wurz        | Benetton-Playlife  | 77    | + 1 tour                           | 10     | 1      |
| 7    | 19 | Jarno Trulli          | Prost-Peugeot      | 77    | + 1 tour                           | 7      |        |
| 8    | 5  | Alessandro Zanardi    | Williams-Supertec  | 76    | + 2 tours                          | 11     |        |
| 9    | 16 | Rubens Barrichello    | Stewart-Ford       | 71    | Accident                           | 5      |        |
| Abd. | 6  | Ralf Schumacher       | Williams-Supertec  | 54    | Accident                           | 16     |        |
| Abd. | 11 | Jean Alesi            | Sauber-Petronas    | 50    | Accident                           | 14     |        |
| Abd. | 12 | Pedro Diniz           | Sauber-Petronas    | 49    | Accident                           | 15     |        |
| Abd. | 18 | Olivier Panis         | Prost-Peugeot      | 40    | Boîte de vitesses                  | 18     |        |
| Abd. | 2  | David Coulthard       | McLaren-Mercedes   | 36    | Boîte de vitesses                  | 3      |        |
| Abd. | 23 | Mika Salo             | BAR-Supertec       | 36    | Accident                           | 12     |        |
| Abd. | 15 | Toranosuke Takagi     | Arrows             | 36    | Moteur                             | 19     |        |
| Abd. | 22 | Jacques Villeneuve    | BAR-Supertec       | 32    | Panne hydraulique                  | 8      |        |
| Abd. | 17 | Johnny Herbert        | Stewart-Ford       | 32    | Suspension                         | 13     |        |
| Abd. | 14 | Pedro de la Rosa      | Arrows             | 30    | Boîte de vitesses                  | 21     |        |
| Abd. | 21 | Marc Gené             | Minardi-Ford       | 24    | Accident                           | 22     |        |
| Abd. | 20 | Luca Badoer           | Minardi-Ford       | 10    | Boîte de vitesses                  | 20     |        |
| Abd. | 7  | Damon Hill            | Jordan-Mugen-Honda | 3     | Collision                          | 17     |        |

## Pole position et record du tour
- Pole position : Mika Häkkinen en 1 min 20 s 547 (vitesse moyenne : 150,486 km/h).
- Meilleur tour en course : Mika Häkkinen en 1 min 22 s 259 au 67e tour (vitesse moyenne : 147,354 km/h).

## Tours en tête
- Michael Schumacher : 78 (1-78)

## Statistiques
- 35e victoire pour Michael Schumacher.
- 122e victoire pour Ferrari en tant que constructeur.
- 122e victoire pour Ferrari en tant que motoriste.